# ABERTO
ABERTO é uma iniciativa cultural brasileira fundada em 2022 que organiza exposições de arte contemporânea em residências históricas projetadas por arquitetos modernistas. O projeto propõe estabelecer diálogos entre arquitetura, artes visuais e design brasileiro.

## História
A iniciativa teve início em São Paulo em 2022, quando realizou sua primeira exposição em uma residência projetada por Oscar Niemeyer. Segundo reportagem da *Casa Vogue*, a ideia surgiu durante o período da pandemia de COVID-19, quando espaços expositivos tradicionais permaneceram fechados.

## Modelo expositivo
A característica distintiva da ABERTO é a realização de exposições em residências particulares de valor arquitetônico, em vez de espaços institucionais convencionais. Este formato tem gerado debates no meio acadêmico sobre novos modelos expositivos na arte contemporânea brasileira.
O pesquisador Roberto Conduru, em artigo para a *Revista ARS*, observa que iniciativas como a ABERTO refletem uma tendência entre o público e o privado nas instituições culturais brasileiras.

## Exposições

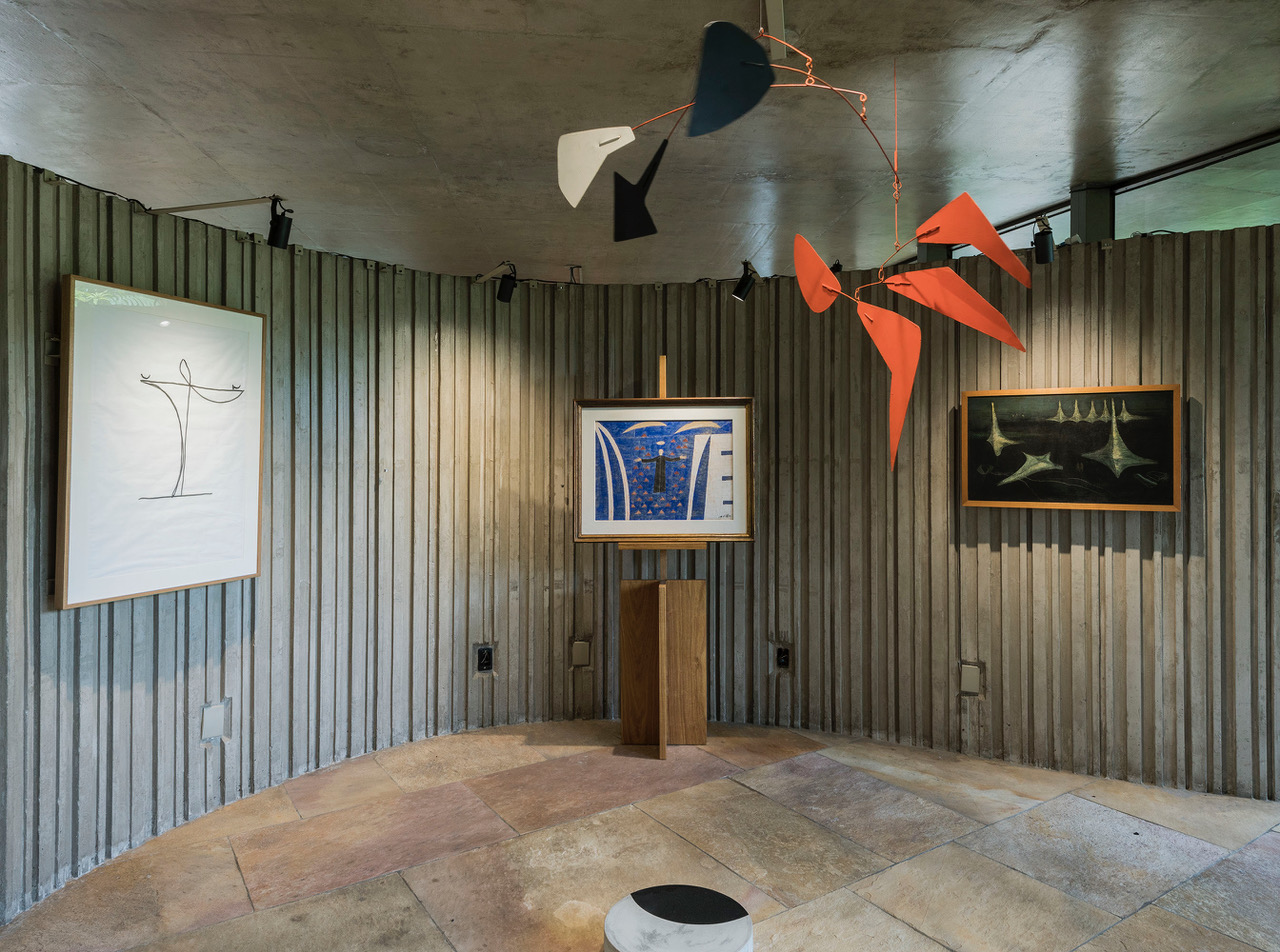
ABERTO1 (2022)

### ABERTO1 (2022)
A primeira edição ocorreu entre 5 de novembro e 4 de dezembro de 2022, em uma residência projetada por Oscar Niemeyer no bairro Alto de Pinheiros, em São Paulo. A casa, construída em 1968, é considerada a única residência particular projetada pelo arquiteto na cidade que permanece em seu estado original.
A mostra reuniu trabalhos de 30 artistas brasileiros, como Tarsila do Amaral, Lygia Clark, Sergio Camargo e Tunga, além de artistas contemporâneos. Segundo a *Folha de S.Paulo*, a exposição foi incluída na lista dos destaques culturais de 2022 pelo jornal.

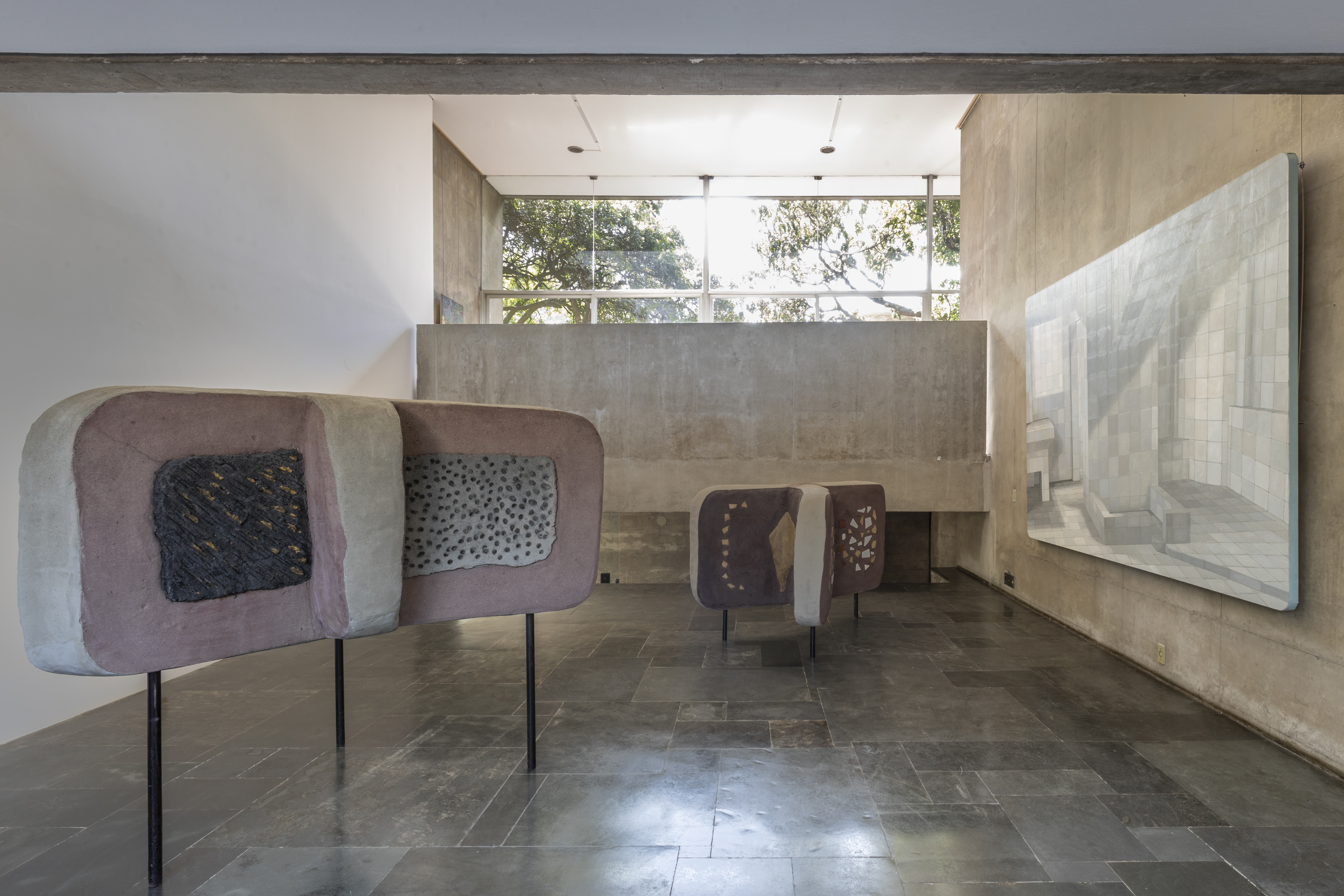
ABERTO2 (2023)

### ABERTO2 (2023)
A segunda edição aconteceu entre 13 de agosto e 17 de setembro de 2023, na residência da família Domschke, projetada pelo arquiteto João Batista Vilanova Artigas no bairro Alto da Boa Vista, São Paulo. A mostra apresentou obras de artistas brasileiros e internacionais, incluindo trabalhos históricos e contemporâneos.
O evento foi mencionado pelo crítico de arquitetura Guilherme Wisnik como um exemplo significativo de "reativação de espaços modernistas", em sua coluna no jornal *O Globo*.

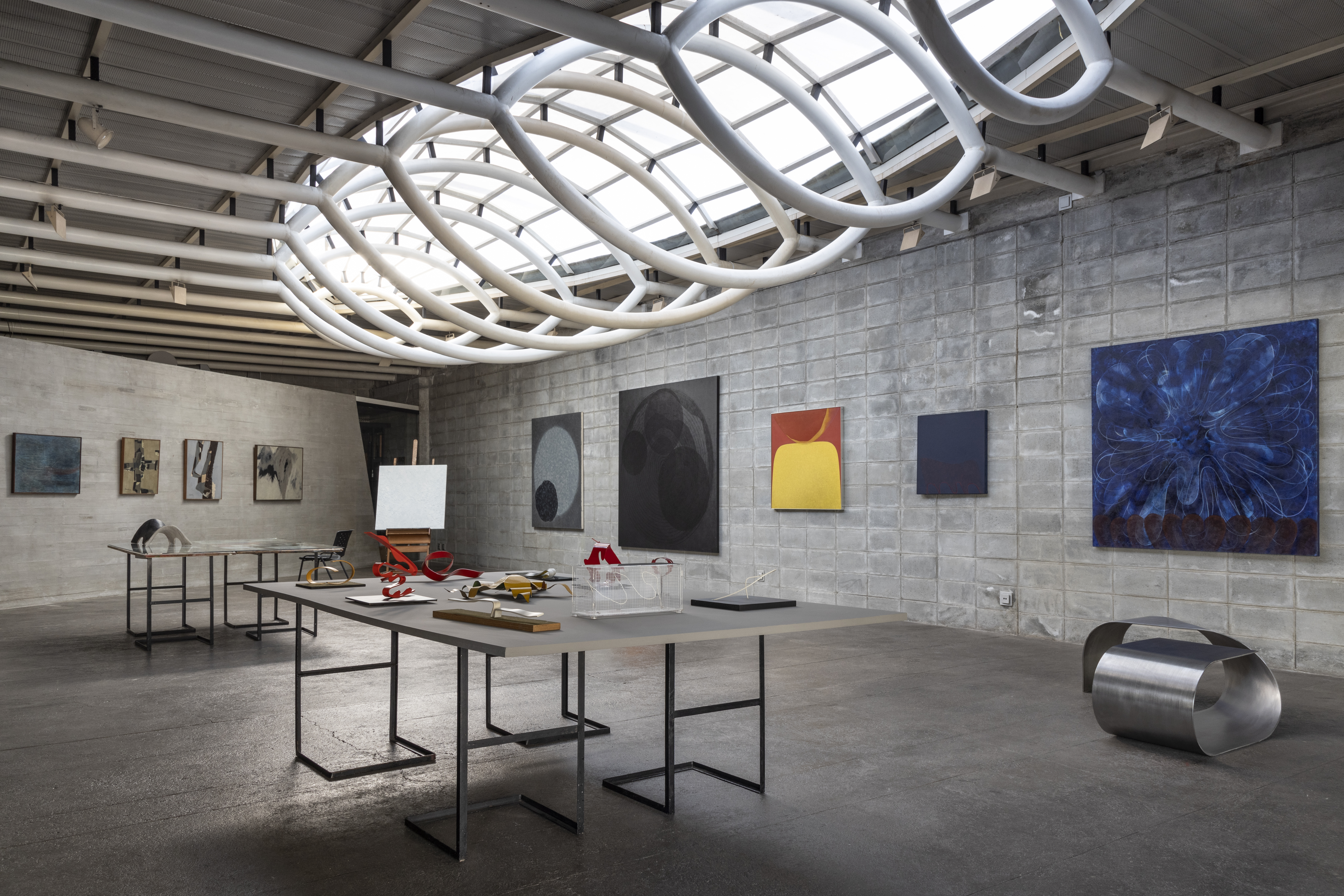
ABERTO3 (2024)

### ABERTO3 (2024)
A terceira edição ocorreu entre 11 de agosto e 6 de outubro de 2024 em dois espaços: a casa-ateliê da artista Tomie Ohtake e a residência da designer Chu Ming Silveira. Segundo o portal *Artebrasileiros*, a exposição foi visitada por aproximadamente 5.000 pessoas durante sua duração.

### ABERTO4 (anunciada para 2025)
Foi anunciada pela imprensa francesa a realização da quarta edição para maio de 2025, em Paris, na Maison La Roche, edificação projetada por Le Corbusier que integra o Patrimônio Mundial da UNESCO. A exposição integrará a programação do "Ano do Brasil na França", conforme divulgado pela *Agência France-Presse*.

## Recepção crítica
A iniciativa tem recebido análises diversas da crítica especializada. O crítico e curador Paulo Herkenhoff, em entrevista ao jornal *Valor Econômico*, destacou o papel da ABERTO na "valorização do patrimônio arquitetônico modernista brasileiro através de uma abordagem que integra arte contemporânea".
A pesquisadora Lisette Lagnado observou em publicação acadêmica que "iniciativas como a ABERTO representam um modelo híbrido que dialoga tanto com as instituições estabelecidas quanto com os espaços alternativos de arte".

## Organização
A direção do projeto é atribuída a Filipe Assis, com colaborações curatoriais de profissionais como Claudia Moreira Salles e Kiki Mazzucchelli. A iniciativa opera de forma independente, conforme reportado pelo jornal *Valor Econômico*.
Um relatório publicado pelo *Itaú Cultural* em 2023 menciona a ABERTO como "caso de estudo sobre modelos alternativos de sustentabilidade para iniciativas culturais independentes no Brasil".

## Impacto cultural
Segundo pesquisa realizada pela Universidade de São Paulo sobre novos formatos expositivos, a ABERTO foi citada como um dos exemplos de "iniciativas que buscam repensar as formas tradicionais de mediação entre arte, arquitetura e público no Brasil contemporâneo".
Um estudo publicado na revista acadêmica *Novos Estudos CEBRAP* aponta que exposições realizadas em residências históricas, como as da ABERTO, "contribuem para uma discussão mais ampla sobre a preservação do patrimônio arquitetônico modernista brasileiro, frequentemente ameaçado pela especulação imobiliária".

## Galeria de imagens

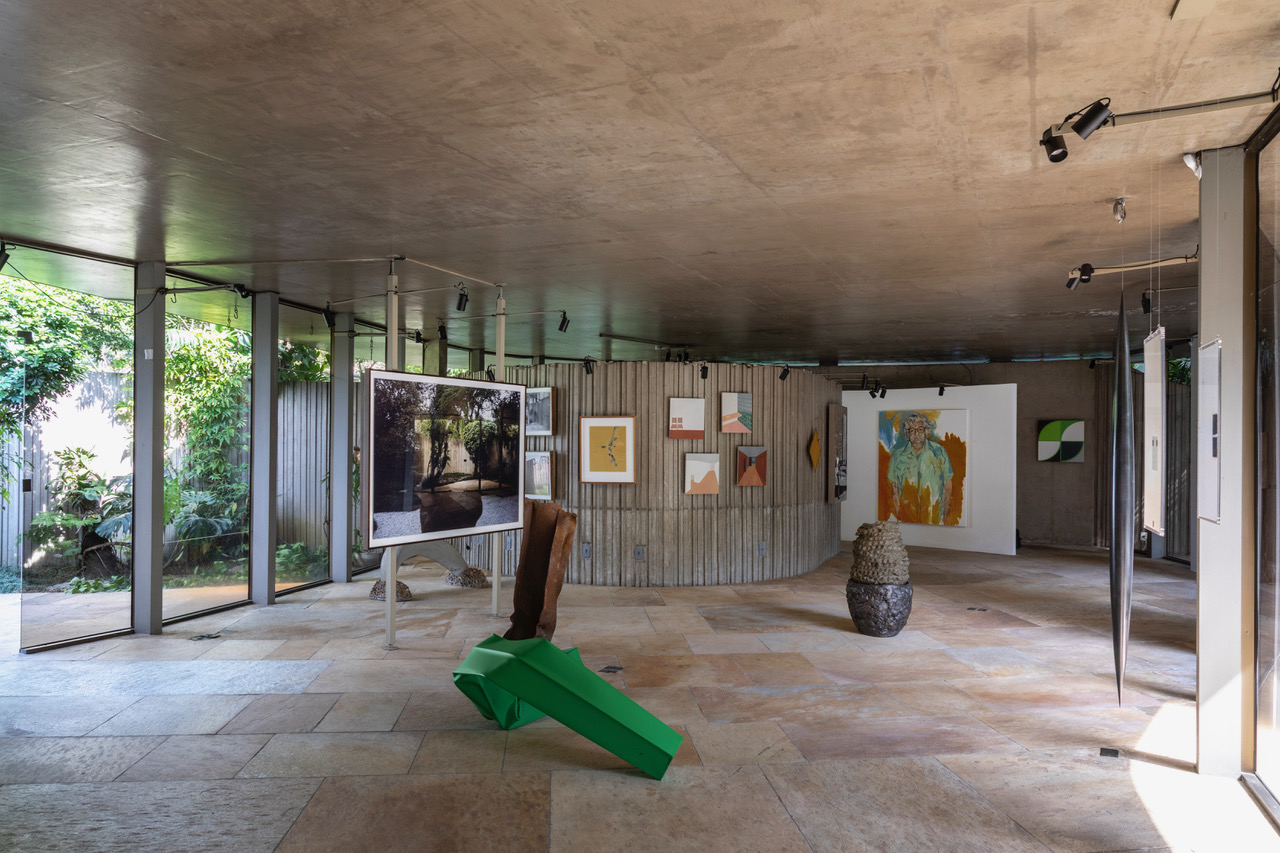
Exposição ABERTO1 OSCAR NIEMEYER
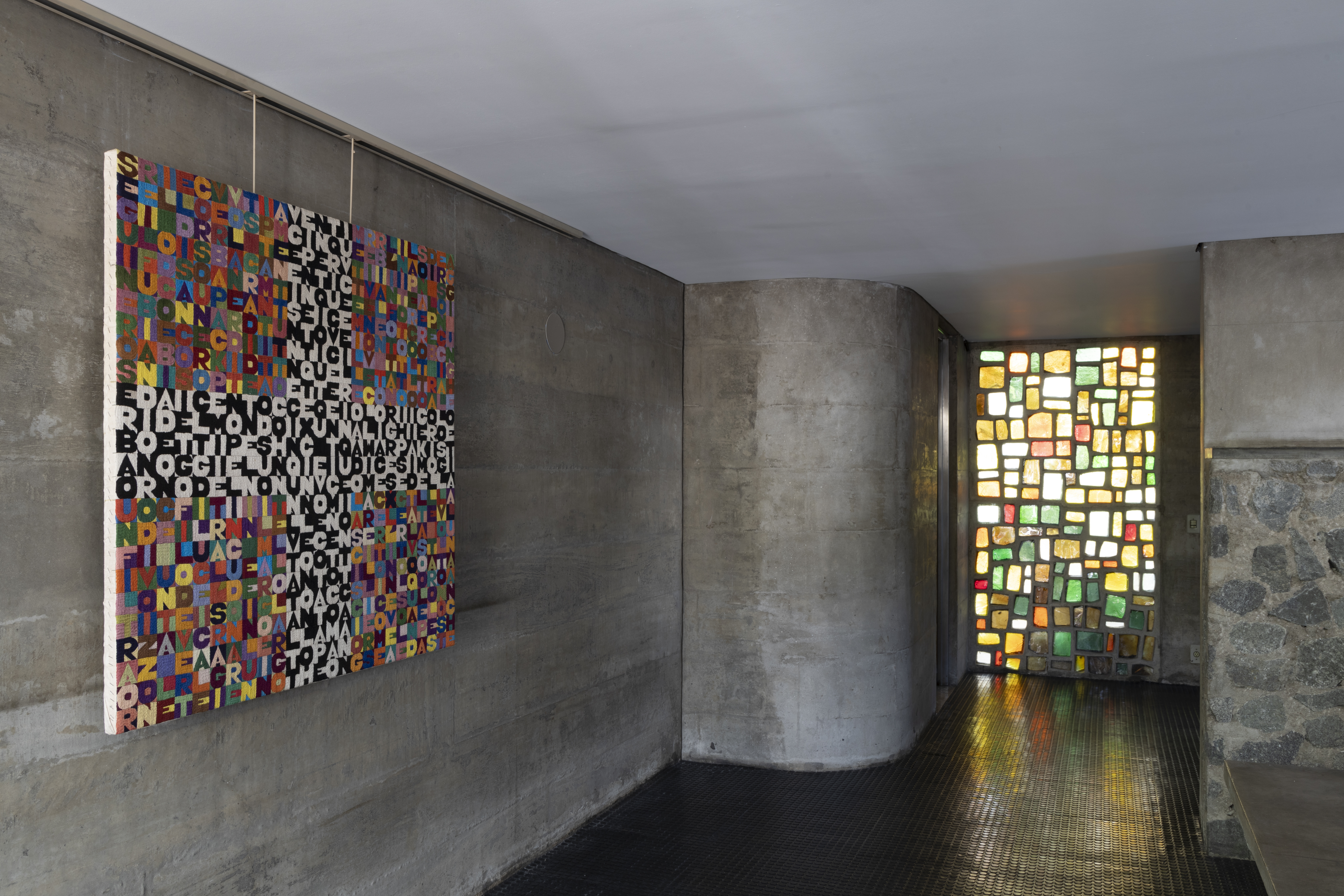
Exposição ABERTO2 VILANOVA ARTIGAS
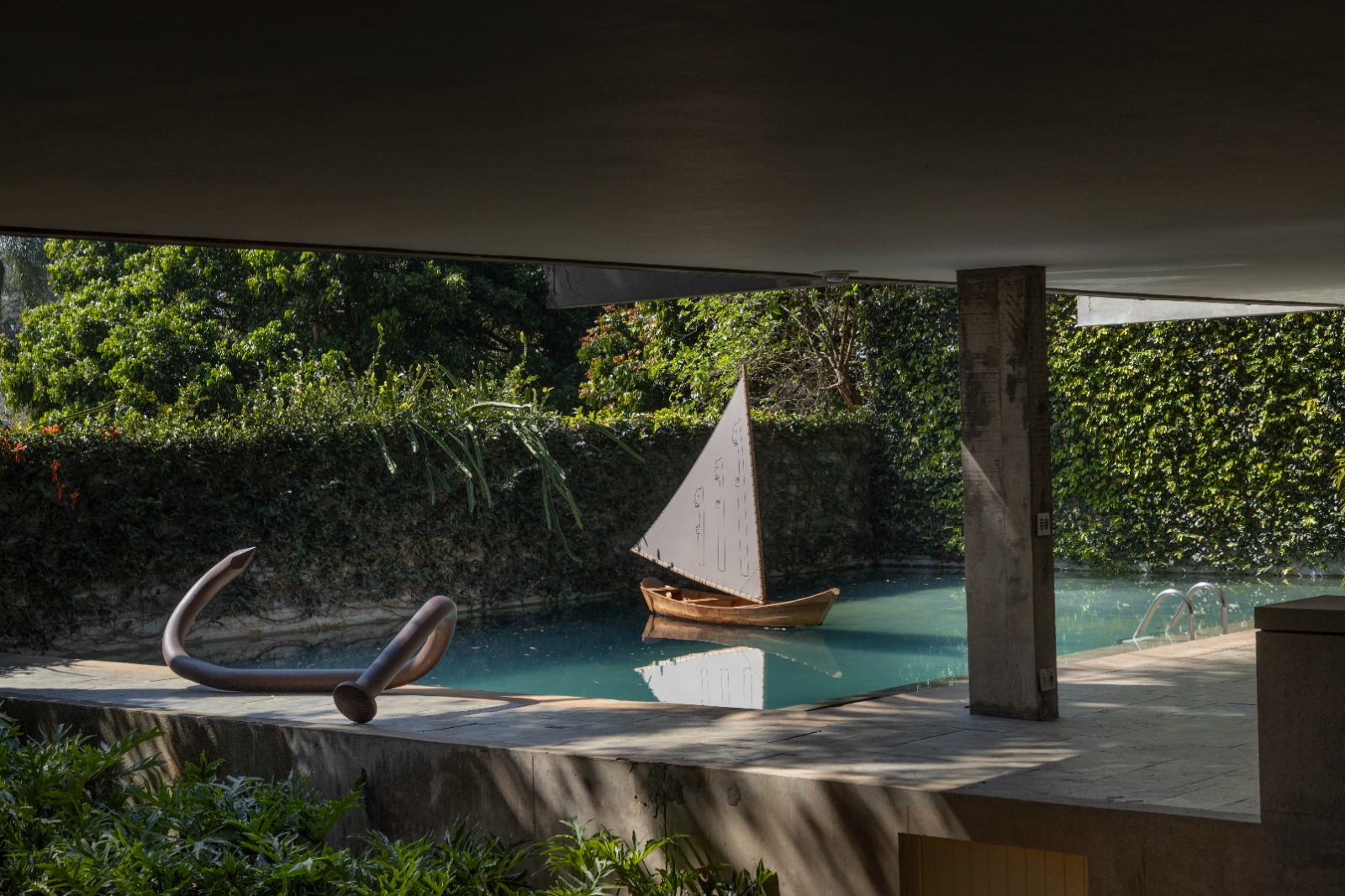
Exposição ABERTO2 VILANOVA ARTIGAS
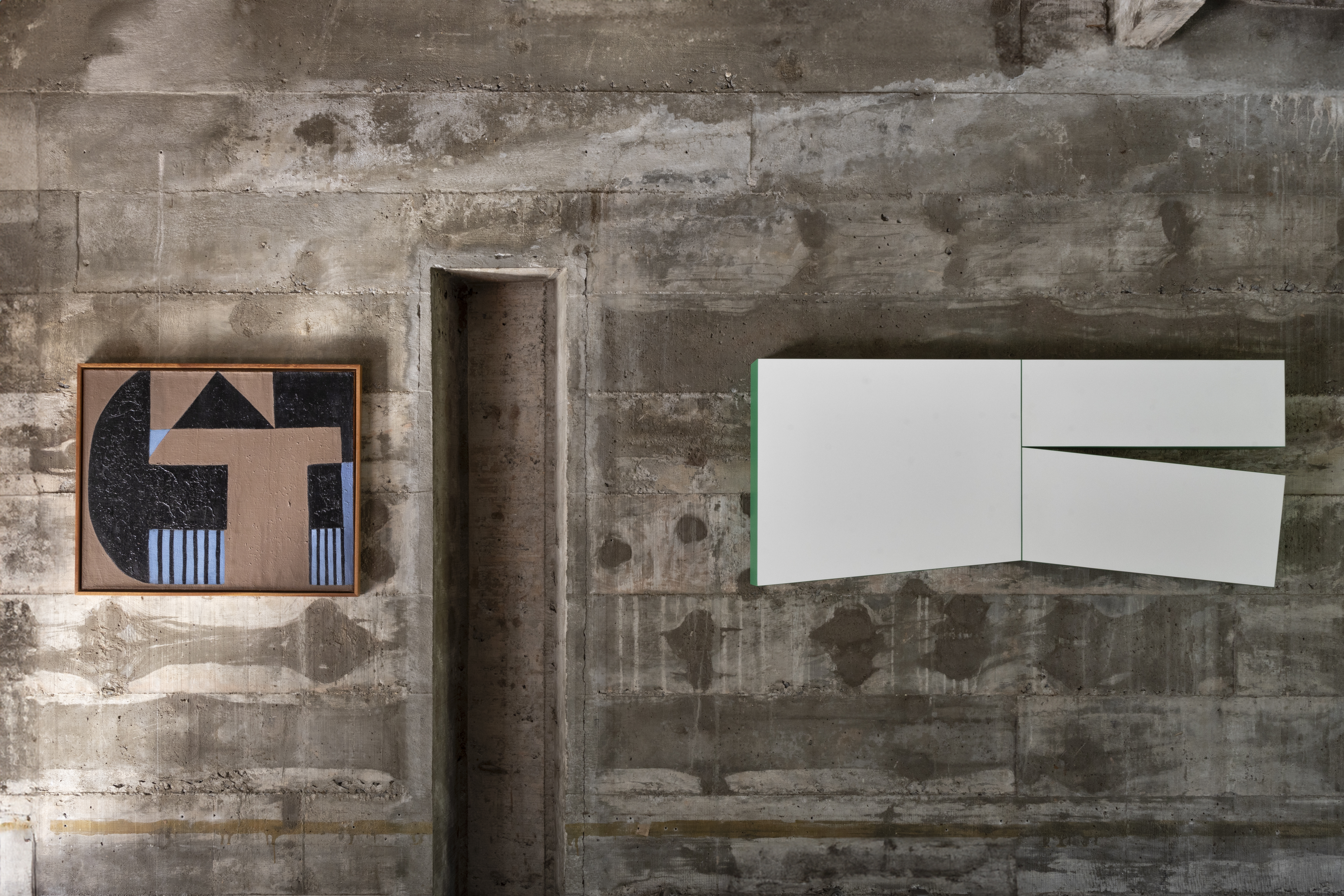
Exposição ABERTO3 TOMIE OHTAKE E CHU MING SILVEIRA
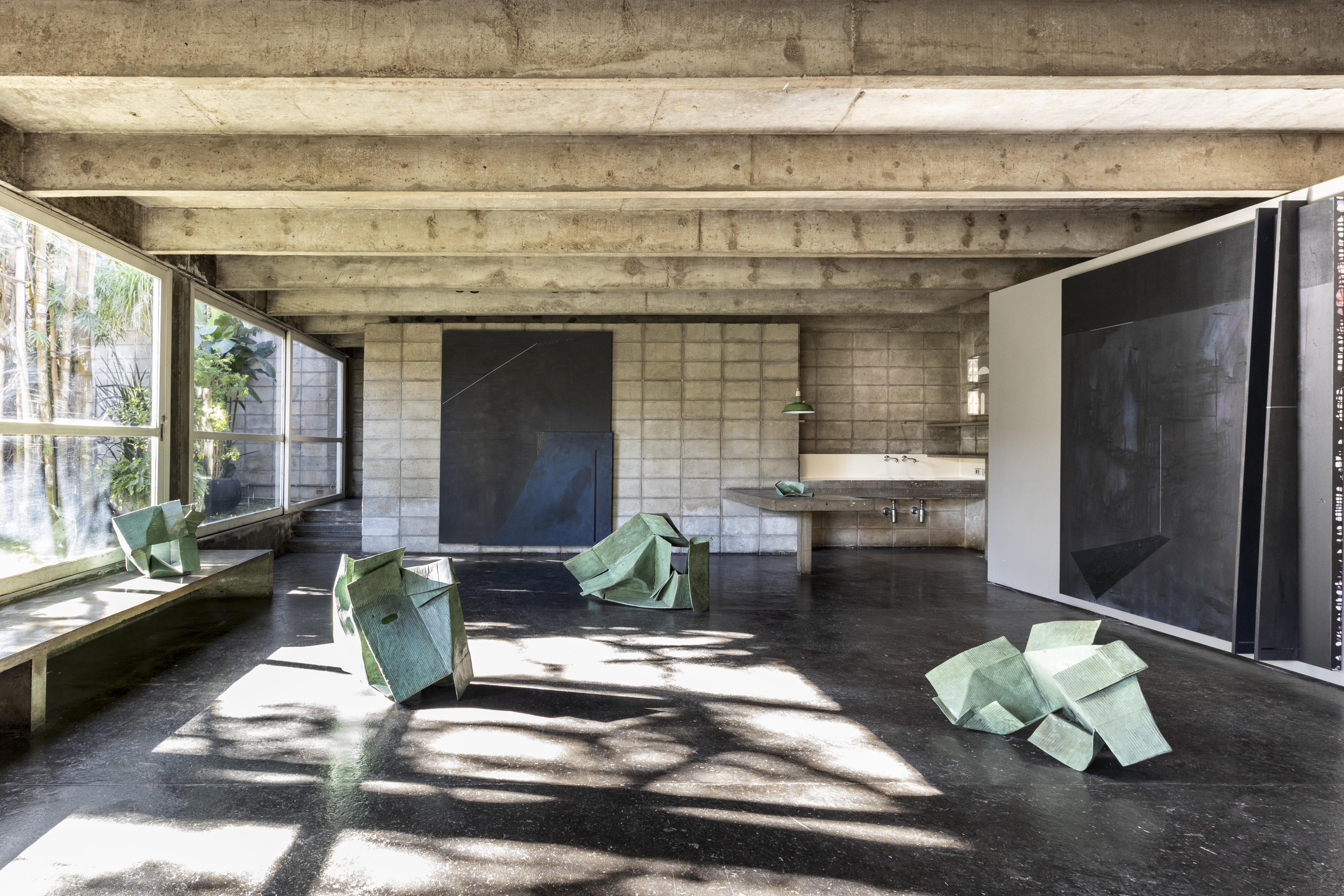
Exposição ABERTO3 TOMIE OHTAKE E CHU MING SILVEIRA
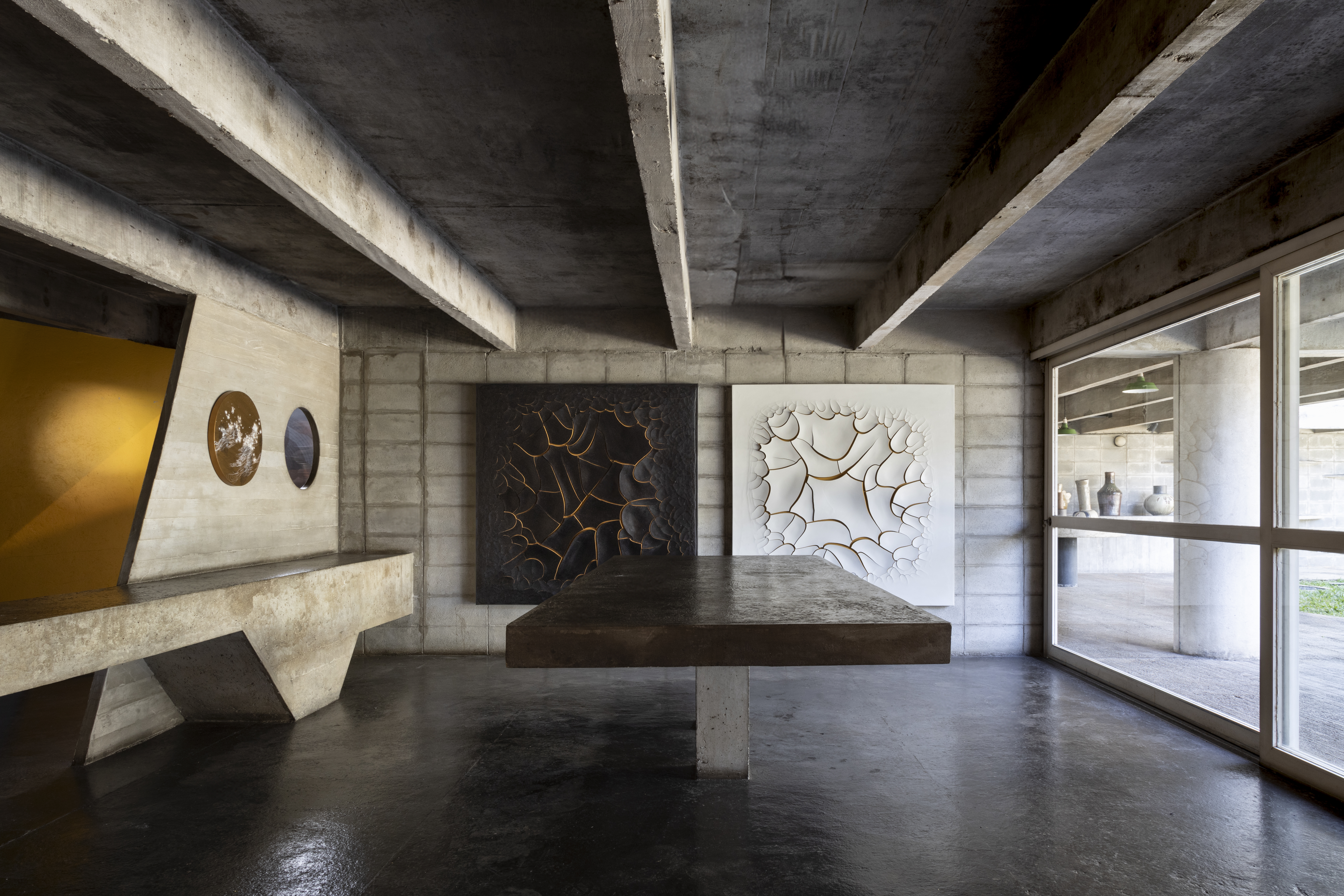
Exposição ABERTO3 TOMIE OHTAKE E CHU MING SILVEIRA
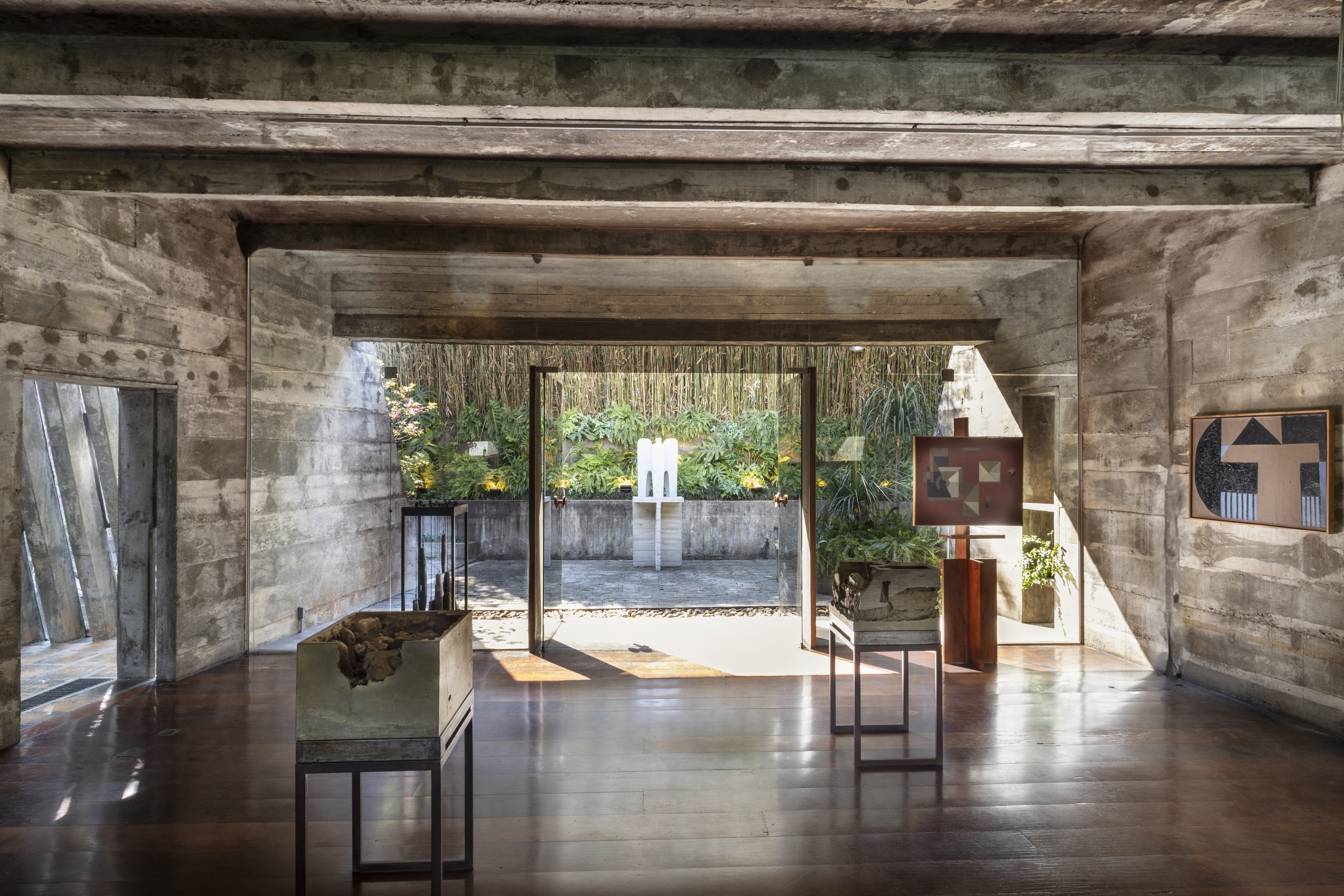
Exposição ABERTO3 TOMIE OHTAKE E CHU MING SILVEIRA
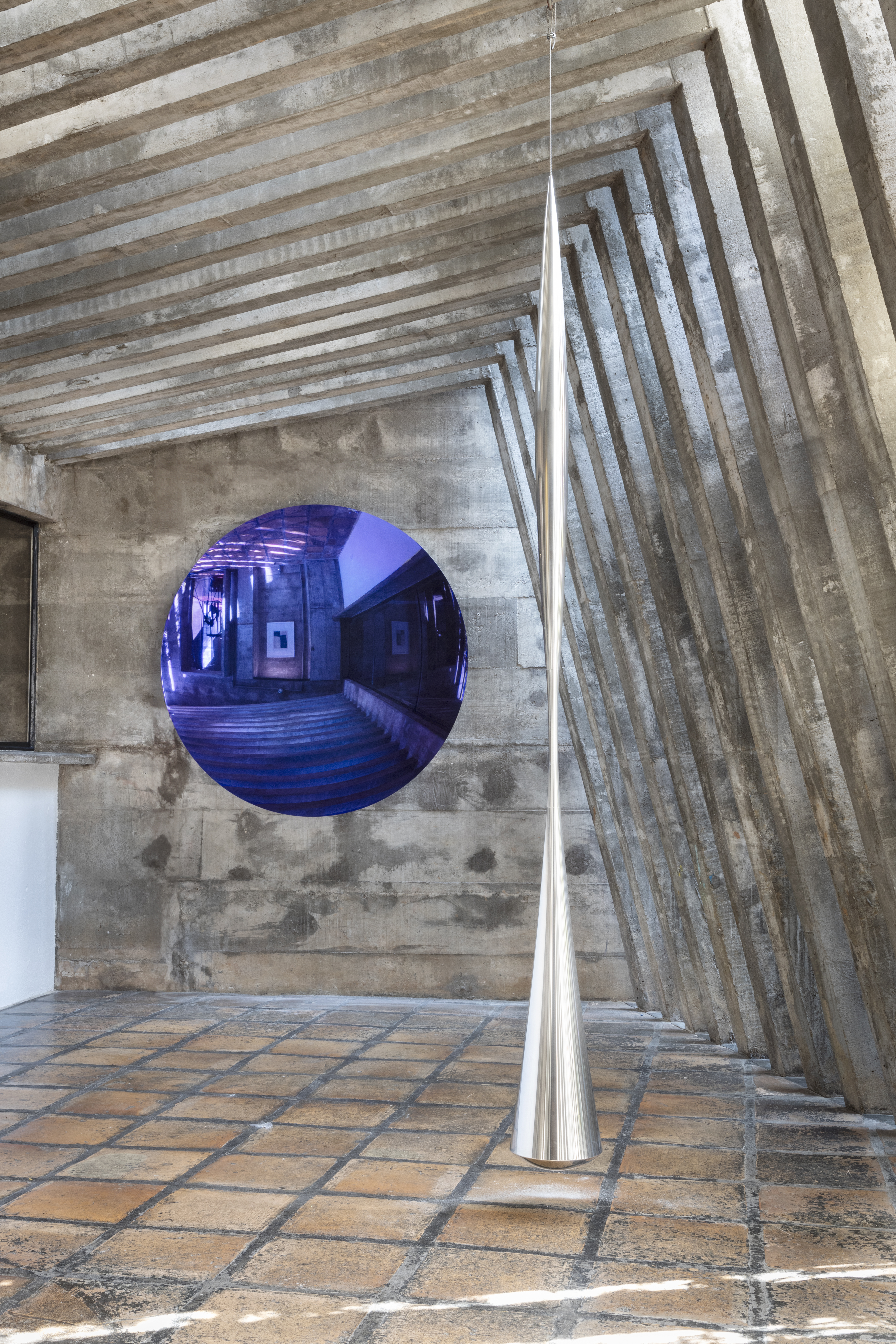
Exposição ABERTO3 TOMIE OHTAKE E CHU MING SILVEIRA
STAFF ABERTO